# Municipio de East Side
El municipio de East Side (en inglés, East Side Township) es una subdivisión territorial del condado de Mille Lacs, Minnesota, Estados Unidos. Según el censo de 2020, tiene una población de 650 habitantes.
Es una subdivisión exclusivamente territorial. No tiene autoridades constituidas ni funciones asignadas.

## Geografía
Está ubicado en las coordenadas 46°12′12″N 93°29′47″O / 46.20333, -93.49639 (46.203349, -93.49627). Según la Oficina del Censo de los Estados Unidos, el municipio tiene una superficie total de 98,75 km², de la cual 55,14 km² corresponden a tierra firme y 43,61 km² es agua.

## Demografía
Según el censo de 2020, hay 650 personas residiendo en la región. La densidad de población es de 11,8 hab./km². El 95,23 % son blancos, el 0,15 % es afroamericano, el 1,38 % son amerindios, el 0,77 % son asiáticos, el 0,15 % es de otra raza y el 2,31 % son de una mezcla de razas. Del total de la población, el 0,15 % es hispano o latino.